# Regroupement québécois de la danse
Fondé en 1984, le Regroupement québécois de la danse (abrégé en RQD) est une association qui réunit les professionnels du secteur de la danse au Québec. Avec plus de 700 membres en 2024, le RQD regroupe tant des individus (danseurs, enseignants, travailleurs culturels) que des organismes (compagnies de danse, lieux de diffusion, écoles, etc.).
En 2009, le Regroupement a organisé les seconds états généraux de la danse professionnelle du Québec. Cette réalisation lui a valu une mise en nomination pour le Grand Prix du Conseil des arts de Montréal.
L'association est aujourd'hui dirigée par Parise Mongrain depuis le départ de l'ancienne directrice Nadine Medawar à la fin de 2023.